# Kłecko
Kłecko é um município da Polônia, na voivodia da Grande Polônia e no condado de Gniezno. Estende-se por uma área de 9,61 km², com 2 647 habitantes, segundo os censos de 2016, com uma densidade de 275,2 hab/km².